# Бахтиярский (диалект лурского языка)
Бахтиярский диалект (перс. بختیاری‎) —  диалект лурского языка, на котором говорят лурское племя бахтияры в остане Чехармехаль и Бахтиария, западном Хузестане, в части Луристана и Исфахана. Близок к диалектам Boir-Ахмади, Kohgīlūya и Mamasanī  северо-западной Фарс. Существуют переходные диалекты между южным курдским и Лори-Бахтиари, и Лори-Бахтиари можно назвать переходной идиомой между курдскими и персидскими языками. Бахтиарский диалект не существует как единое лингвистическое целое, т. к. известно множество его вариантов в виде различных наречий и говоров, сильно различающихся  по словарному фонду, фонетике и даже грамматическому строю. Часть бахтиар говорит на тюркском языке, близком языку кашкайцев. Письменность — на основе арабской графики. (Трубецкой 1966: с. 17)